# Vevhus

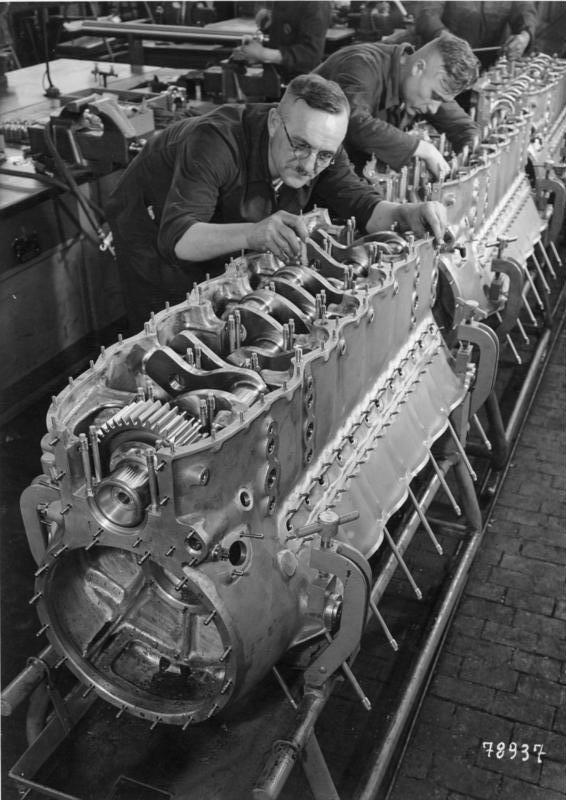
Montering av vevaxeln i vevhuset på Junkers flygmotorer 1939.

Vevhus är den del av motorblocket på en kolvmotor där vevaxeln är monterad.